# Lièshān Qū
Lièshān Qū o distrito de Lièshān es una localidad de la ciudad-prefectura de Huaibei en la provincia de Anhui, República Popular China, con una población censada en noviembre de 2010 de 321 565 habitantes.
Se encuentra situada en el norte de la provincia, cerca del río Huai y de la frontera con la provincia de Shandong.